# Instituto Andaluz del Flamenco
El Instituto Andaluz del Flamenco, creado en 2005, es la entidad dependiente de la Agencia Andaluza de Instituciones Culturales, de la Consejería de Cultura y Patrimonio Histórico de la Junta de Andalucía, para impulsar y coordinar las políticas públicas relacionadas con el arte flamenco. 
El centro neurálgico del Instituto Andaluz del Flamenco está ubicado en el corazón de Sevilla, en la Casa Murillo, edificio que supone una puesta en valor de los recursos que posee dicha institución. Es un espacio visitable, con una programación de proyecciones y exposiciones temporales relacionadas con el arte jondo. 
Desde el Instituto Andaluz del Flamenco se impulsó, confeccionó y coordinó la candidatura presentada ante la UNESCO para la inclusión de este arte en la Lista Representativa del Patrimonio Cultural Inmaterial de la Humanidad, un objetivo liderado por la Junta de Andalucía que contó con la colaboración de los gobiernos autónomos de Murcia y Extremadura y que culminó con éxito el 16 de noviembre de 2010, día en que el flamenco fue incluido en esta Lista por la UNESCO, en el transcurso de una reunión mantenida en Nairobi.
Esta manifestación cultural, única y múltiple, símbolo de identidad de Andalucía y que la representa artísticamente en todo el mundo, cuenta desde entonces con el respaldo de la mayor institución cultural mundial que vela por el mantenimiento de la cultura y los valores tradicionales. Un reconocimiento que ya le había concedido la comunidad autónoma andaluza al incluirlo en el artículo 68 del Estatuto de Autonomía de Andalucía, y con el que las instituciones públicas andaluzas plasmaban por escrito su compromiso de proteger, estudiar y difundir este arte.

## Objetivos y Funciones
El Instituto Andaluz del Flamenco tiene como objetivos y funciones:
- Impulsar y coordinar las políticas públicas relacionadas con el arte flamenco.
- Su conservación, investigación, recuperación y difusión del patrimonio flamenco.
- La consolidación de empresas y profesionales como industria cultural.
- La promoción del flamenco en el ámbito internacional.
- La potenciación de su aprovechamiento como recurso turístico y educativo.

## Acciones
En la actualidad, el Instituto Andaluz del Flamenco desarrolla numerosas líneas de actuación, encaminadas a la consecución de sus objetivos. La principal línea es el Ballet Flamenco de Andalucía, máximo embajador institucional de este arte en el mundo. El Ballet Flamenco de Andalucía, surgido en 1994 con el nombre de Compañía Andaluza de Danza, ha contado a lo largo de su historia con directores como Mario Maya, María Pagés, José Antonio Ruiz, Cristina Hoyos y, ya como directores artísticos, Rubén Olmo, Rafaela Carrasco, Rafael Estévez y Úrsula López. 
A lo largo de su historia, el Ballet Flamenco de Andalucía ha representado por los mejores escenarios de todo el mundo 35 espectáculos -a los que habría que sumar el creado para conmemorar el 25 aniversario de la compañía, representado en noviembre de 2019 en el Teatro de la Maestranza de Sevilla- y han firmado coreografías artistas como Manolo Marín, Eva Yerbabuena, Fernando Romero, Isabel Bayón, Javier Latorre, Rafael Campallo, Javier Barón, Manolete, Antonio Gades, Alejandro Granados, Rubén Olmo, Rafaela Carrasco, Valeriano Paños o Úrsula López. Su solvencia cultural y artística le ha hecho merecedor de Premios Nacionales de Coreografía o de Danza, Giraldillos de la Bienal de Flamenco de Sevilla o Premios Max a las Artes Escénicas.
Otra de las líneas de actuación desarrolladas desde el Instituto Andaluz del Flamenco son sus programas propios. Entre ellos se encuentra Flamenco viene del sur, surgido en 1996 con el objetivo de consolidar la posición de este arte en los grandes teatros andaluces y el apoyo al tejido profesional del flamenco. Este ciclo, que se desarrolla en el Teatro Central de Sevilla, el Alhambra de Granada y el Cánovas de Málaga -donde se ofrece su vertiente didáctica, dirigida a los centros escolares- ha sumado este año una nueva vertiente, Flamenco Viene del Sur en Gira, que le permitirá llegar a todo el territorio andaluz a través de los acuerdos con municipios que se sumen a su convocatoria pública.
Asimismo, desarrolla el ciclo Andalucía Flamenca en el Auditorio Nacional de Música de Madrid, en colaboración con el Centro Nacional de Difusión Musical; el Ciclo de Cine y Flamenco, que incluye la proyección de los mejores títulos -en documentales y cortometrajes- realizados en torno al flamenco, mostrando su influencia en otras artes; o su participación en la programación de flamenco que se ofrece cada verano en los teatros romanos andaluces. Asimismo, organiza cada mes de noviembre un ciclo de actividades para conmemorar el Día del Flamenco en Andalucía, instaurado por la Junta de Andalucía con motivo del aniversario de la declaración del flamenco como Patrimonio de la Humanidad.
Desde el Instituto Andaluz del Flamenco se coordinan las ayudas y subvenciones a los tejidos profesional y asociativo y a los festivales de pequeño y mediano formato; se apoya la celebración de grandes citas como la Bienal de Flamenco de Sevilla o el Festival de Jerez; se organizan circuitos de flamenco en las peñas andaluzas, en colaboración con las diferentes Federaciones Provinciales; se mantiene una línea de colaboración estable con el programa Flamenco y Universidad, de la Cátedra de Flamencología de la Universidad de Sevilla; o se coordina la presencia de artistas flamencos en citas como FlamencoEñe -que se celebra en el Museo Picasso Málaga, en colaboración con la SGAE- o en Womex, junto a Extenda- Agencia Andaluza de Promoción Exterior, de la Consejería de Presidencia, Administración Pública e Interior, con la que también se organizan Misiones Comerciales Inversas para la proyección exterior del sector artístico flamenco.
El Instituto Andaluz del Flamenco posee además exposiciones que se ceden temporalmente a los ayuntamientos, peñas, asociaciones, festivales y otras entidades nacionales e internacionales que las solicitan para su exhibición. Entre ellas, figuran las dedicadas a Antonio Mairena, Manolo Caracol, Paco de Lucía o Camarón de la Isla.